# Francesco Secchiari
Francesco Secchiari  (né le 24 août 1972 à Fivizzano, dans la province de Massa-Carrara en Toscane) est un ancien coureur cycliste italien. Professionnel de 1995 à 2004, il a notamment été coéquipier de Mario Cipollini durant cinq ans.

## Biographie
Francesco Secchiari commence sa carrière professionnelle en 1995 dans l'équipe Navigare-Blue Storm, après une troisième place au Baby Giro l'année précédente. Durant cette première saison, il signe un succès d'étape au Tour du Portugal et participe au premier de ses neuf Tours d'Italie consécutifs. Il remporte le Gran Premio Industria e Commercio Artigianato Carnaghese en 1997, et le Tour de Toscane et le Tour des Abruzzes en 1998.
En 1999, il est recruté par l'équipe Saeco. Pendant trois ans, il travaille pour le leader de l'équipe, le sprinter Mario Cipollini. Il participe ainsi à trois Giro et au Tour de France 1999 où Cipollini remporte quatre étapes consécutives, dont l'étape la plus rapide de l'histoire du Tour entre Laval et Blois. En 2000, Secchiari remporte en solitaire l'avant-dernière étape du Tour de Suisse, avec plus de trois minutes d'avance sur son coéquipier Salvatore Commesso.
Après une année chez Mercatone Uno, il revient aux côtés de Cipollini dans l'équipe Domina Vacanze. Il y effectue ses deux dernières saisons.

## Palmarès

### Palmarès amateur
- 1990
  - 3e du Trofeo Buffoni
- 1992
  - 2e de la Coppa Bologna
- 1993
  - Coppa Città di Asti
- 1994
  - Turin-Bielle
  - 3e du Baby Giro
  - 3e du Tour des Abruzzes

### Palmarès professionnel
- 1995
  - 3e étape du Tour du Portugal
  - 2e du Tour du lac Majeur
- 1997
  - Grand Prix de l'industrie, du commerce et de l'artisanat de Carnago
  - 4e et 7e étapes du Tour du Portugal
- 1998
  - Tour de Toscane
  - Tour des Abruzzes :
    - Classement général
    - 2e et 3eb (contre-la-montre) étapes
- 2000
  - 9e étape du Tour de Suisse

## Résultats sur les grands tours

### Tour de France
2 participations
- 1999 : abandon (15e étape)
- 2004 : 143e

### Tour d'Espagne
2 participations
- 2000 : abandon (10e étape)
- 2003 : abandon (7e étape)

### Tour d'Italie
9 participations
- 1995 : 66e
- 1996 : abandon sur chute (1re étape)[3]
- 1997 : abandon [4]
- 1998 : 24e
- 1999 : 27e
- 2000 : 59e
- 2001 : 48e
- 2002 : non-partant (5e étape)
- 2003 : 96e